# The Bridge
| Оценки критиков               | Оценки критиков |
| Источник                      | Оценка          |
| ----------------------------- | --------------- |
| Allmusic                      | [ 3 ]           |
| Entertainment Weekly          | B               |
| Los Angeles Times             | [ 5 ]           |
| The Rolling Stone Album Guide | [ 6 ]           |
| Spin                          | [ 7 ]           |

The Bridge (с англ. — «Мост») — студийный альбом шведской группы Ace of Base, вышедший 21 ноября 1995 года.

## Об альбоме
The Bridge был записан в промежутке между 1994—1995 годами; первой песней, написанной для альбома, стала «Beautiful Life». В отличие от работы над The Sign, Берггрен и Экберг трудились раздельно, каждый со своей командой продюсеров; Йонас записывался в Стокгольме, Ульф — в Гётеборге. Слова песен и музыка были написаны всеми участниками коллектива (это единственный альбом Ace of Base, в создании которого участвовали все члены группы).
Миккель Баггер (в интервью журналу Music & Media): «С точки зрения продакшена, [The Bridge] гораздо лучше предшественника. Звук свежий и достаточно попсовый; можно сказать, они повзрослели. На первом альбоме у нас было много технодэнса и регги-поп-композиций, ставших большими хитами; на этом альбоме направлений много, потому что пишут все четыре участника (…) Они всё те же четыре человека из небольшого шведского городка. Они по-прежнему любят бывать в своем городе, тусоваться со своими старыми друзьями и делать всё, что они делали раньше — и это, я считаю, очень здорово».
Альбом спродюсирован Деннизом Попом, Макс Мартином, Йонасом Берггреном и Ульфом Экбергом.
В 2020 году анонсировано переиздание альбома на цветном виниле в рамках бокс-сета All That She Wants: The Classic Albums.

## Список композиций

### Европа (кроме Великобритании)
| №   | Название                        | Автор(ы)                               | Продюсер                                            | Длительность |
| --- | ------------------------------- | -------------------------------------- | --------------------------------------------------- | ------------ |
| 1.  | «Beautiful Life»                | Йонас Берггрен, Джон Баллард           | Денниз Поп, Макс Мартин, Йонас Берггрен             | 3:39         |
| 2.  | «Never Gonna Say I'm Sorry»     | Йонас Берггрен                         | Денниз Поп, Max Martin, Йонас Берггрен              | 3:14         |
| 3.  | «Lucky Love»                    | Йонас Берггрен, Билли Штайнберг        | Денниз Поп, Макс Мартин, Йонас Берггрен             | 2:52         |
| 4.  | «Edge of Heaven»                | Ульф Экберг, Джон Баллард, Stonestream | Ульф Экберг, Джон Баллард, Stonestream              | 3:49         |
| 5.  | «Strange Ways»                  | Линн Берггрен                          | Линн Берггрен, Radiant                              | 4:16         |
| 6.  | «Ravine»                        | Йенни Берггрен                         | Пер Адебратт, Томми Экманн                          | 4:39         |
| 7.  | «Perfect World»                 | Ульф Экберг, Джон Баллард, Stonestream | Ульф Экберг, Джон Баллард, Stonestream              | 3:55         |
| 8.  | «Angel Eyes»                    | Йонас Берггрен, Билли Штайнберг        | Йонас Берггрен, Пер Адебратт, Томми Экманн          | 3:13         |
| 9.  | «Whispers In Blindness»         | Линн Берггрен                          | Линн Берггрен, Zal                                  | 4:10         |
| 10. | «My Déjà Vu»                    | Йонас Берггрен                         | Пер Адебратт, Томми Экманн, Д. Карр, Йонас Берггрен | 3:22         |
| 11. | «You and I»                     | Йонас Берггрен, Билли Штайнберг        | Йонас Берггрен                                      | 4:05         |
| 12. | «Wave Wet Sand»                 | Йенни Берггрен                         | Йонас Берггрен                                      | 3:18         |
| 13. | «Que Sera»                      | Ульф Экберг, Джон Баллард, Stonestream | Ульф Экберг, Джон Баллард, Stonestream              | 3:47         |
| 14. | «Just 'N' Image»                | Линн Берггрен                          | Пер Адебратт, Томми Экманн, Линн Берггрен           | 3:07         |
| 15. | «Lucky Love (acoustic Version)» | Йонас Берггрен, Билли Штайнберг        | Денниз Поп, Макс Мартин, Йонас Берггрен             | 2:52         |
| 16. | «Experience Pearls»             | Йенни Берггрен                         | Д. Карр, Bag                                        | 3:57         |
| 17. | «Blooming 18»                   | Йонас Берггрен, Билли Штайнберг        | Денниз Поп, Макс Мартин, Йонас Берггрен             | 3:38         |

1. «Beautiful Life»
2. «Never Gonna Say I’m Sorry»
3. «Lucky Love (Original Version)»
4. «Edge of Heaven»
5. «Strange Ways»
6. «Ravine»
7. «Perfect World»
8. «Angel Eyes»
9. «My Déjà Vu»
10. «You and I»
11. «Wave Wet Sand»
12. «Que Sera»
13. «Just 'N' Image»
14. «Whispers In Blindness»
15. «Experience Pearls»
16. «Blooming 18»
17. «Beautiful Life (Vission Lorimer Club Mix)»
18. «Lucky Love (Armand Van Helden House Mix)»

1. «Beautiful Life»
2. «Never Gonna Say I’m Sorry»
3. «Lucky Love (Original Version)»
4. «Edge of Heaven»
5. «Strange Ways»
6. «Ravine»
7. «Perfect World»
8. «Angel Eyes»
9. «Whispers In Blindness»
10. «My Déjà Vu»
11. «Wave Wet Sand»
12. «Que Sera»
13. «Just 'N' Image»
14. «Experience Pearls»
15. «Blooming 18»

1. «Beautiful Life»
2. «Never Gonna Say I’m Sorry»
3. «Lucky Love (Acoustic Version)»
4. «Edge Of Heaven»
5. «Strange Ways»
6. «Ravine»
7. «Perfect World»
8. «Angel Eyes»
9. «My Déjà Vu»
10. «Wave Wet Sand»
11. «Que Sera»
12. «Just 'N' Image»
13. «Experience Pearls»
14. «Whispers In Blindness»
15. «Blooming 18»
16. «Lucky Love (Original Version)» (бонусный трек для Южной Америки)

Цифровое издание 2015 года содержит дополнительный трек «Love for Sale».

## Чарты
| Чарты                          | Пиковая позиция |
| ------------------------------ | --------------- |
| Australian ARIA Albums Chart   | 46              |
| Austrian Albums Chart          | 10              |
| Canadian Albums Chart          | 13              |
| Danish Albums Chart            | 5               |
| Dutch Albums Chart             | 17              |
| Finnish Albums Chart           | 2               |
| French Albums Chart            | 3               |
| German Albums Chart            | 8               |
| Japanese Albums Chart          | 16              |
| Mexican Albums Chart           | 1               |
| New Zealand RIANZ Albums Chart | 28              |
| Norwegian Albums Chart         | 20              |
| Russian Albums Chart           | 1               |
| Spanish Albums Chart           | 42              |
| Swiss Albums Chart             | 4               |
| Swedish Albums Chart           | 1               |
| UK Albums Chart                | 66              |
| US Billboard 200               | 29              |